# Al-Burajdż (Palestyna)
Al-Burajdż (arab. البريج) – nieistniejąca już arabska wieś, która była położona w Dystrykcie Jerozolimy w Mandacie Palestyny. Wieś została wyludniona i zniszczona podczas I wojny izraelsko arabskiej (al-Nakba), po ataku Sił Obronnych Izraela w dniu 20 października 1948.

## Położenie
Al-Burajdż leżała wśród wzgórz Szefeli, w odległości 28 kilometrów na zachód od miasta Jerozolima. Według danych z 1945 do wsi należały ziemie o powierzchni 1 908 ha. We wsi mieszkało wówczas 720 osób.
| Własność gruntów | Powierzchnia gruntów (hektary) |
| ---------------- | ------------------------------ |
| Arabowie         | 1 885,6                        |
| Żydzi            | 0                              |
| publiczne        | 12,4                           |
| Razem            | 1 908                          |

| Rodzaj użytkowanych gruntów | hektary |
| --------------------------- | ------- |
| uprawy cytrusów             | 3,1     |
| uprawy oliwek               | 8,8     |
| uprawy nawadniane           | 7,7     |
| uprawy zbóż                 | 942,6   |
| nieużytki                   | 953,2   |
| zabudowane                  | 1,4     |

## Historia
W okresie panowania Brytyjczyków al-Burajdż była średniej wielkości wsią.
Podczas I wojny izraelsko-arabskiej w drugiej połowie maja 1948 wieś zajęły egipskie oddziały. Na samym początku operacji Ha-Har w nocy z 19 na 20 października 1948 wieś zajęli Izraelczycy. Mieszkańcy zostali wysiedleni, a wszystkie domy wyburzono.

## Miejsce obecnie
Na terenie wioski al-Burajdż powstała ściśle tajna baza rakietowa Sedot Micha.
Palestyński historyk Walid Chalidi, tak opisał pozostałości wioski al-Burajdż: „Teren jest częścią dużej bazy wojskowej zwanej Kanaf Staim. Obszar jest ogrodzony i strzeżony. Teren jest niedostępny dla osób postronnych”.